# Sivry-Ante
Sivry-Ante és un municipi francès, situat al departament del Marne i a la regió del Gran Est. L'any 2007 tenia 180 habitants.

## Demografia

### Població
El 2007 la població de fet de Sivry-Ante era de 180 persones. Hi havia 76 famílies, de les quals 15 eren unipersonals (15 dones vivint soles i 15 dones vivint soles), 34 parelles sense fills, 23 parelles amb fills i 4 famílies monoparentals amb fills.
La població ha evolucionat segons el següent gràfic:
Habitants censats

### Habitatges
El 2007 hi havia 93 habitatges, 77 eren l'habitatge principal de la família, 13 eren segones residències i 4 estaven desocupats. 91 eren cases i 3 eren apartaments. Dels 77 habitatges principals, 62 estaven ocupats pels seus propietaris, 10 estaven llogats i ocupats pels llogaters i 5 estaven cedits a títol gratuït; 1 tenia dues cambres, 6 en tenien tres, 14 en tenien quatre i 56 en tenien cinc o més. 56 habitatges disposaven pel capbaix d'una plaça de pàrquing. A 35 habitatges hi havia un automòbil i a 32 n'hi havia dos o més.

### Piràmide de població
La piràmide de població per edats i sexe el 2009 era:
| Homes | Edats   | Dones |
| ----- | ------- | ----- |
| 0     | 95 o +  | 0     |
| 0     | 90 a 94 | 0     |
| 0     | 85 a 89 | 0     |
| 0     | 80 a 84 | 4     |
| 0     | 75 a 79 | 4     |
| 4     | 70 a 74 | 0     |
| 8     | 65 a 69 | 12    |
| 4     | 60 a 64 | 8     |
| 0     | 55 a 59 | 0     |
| 12    | 50 a 54 | 4     |
| 8     | 45 a 49 | 8     |
| 8     | 40 a 44 | 16    |
| 12    | 35 a 39 | 4     |
| 4     | 30 a 34 | 8     |
| 4     | 25 a 29 | 0     |
| 4     | 20 a 24 | 4     |
| 16    | 15 a 19 | 0     |
| 8     | 10 a 14 | 8     |
| 12    | 5 a 9   | 12    |
| 8     | 0 a 4   | 0     |

## Economia
El 2007 la població en edat de treballar era de 115 persones, 92 eren actives i 23 eren inactives. De les 92 persones actives 86 estaven ocupades (48 homes i 38 dones) i 6 estaven aturades (1 home i 5 dones). De les 23 persones inactives 11 estaven jubilades, 5 estaven estudiant i 7 estaven classificades com a «altres inactius».

### Ingressos
El 2009 a Sivry-Ante hi havia 78 unitats fiscals que integraven 178 persones, la mediana anual d'ingressos fiscals per persona era de 19.466 €.

### Activitats econòmiques
Dels 6 establiments que hi havia el 2007, 4 eren d'empreses de construcció, 1 d'una empresa de serveis i 1 d'una empresa classificada com a «altres activitats de serveis».
Dels 3 establiments de servei als particulars que hi havia el 2009, 1 era una fusteria i 2 electricistes.
L'any 2000 a Sivry-Ante hi havia 13 explotacions agrícoles que ocupaven un total de 1.573 hectàrees.

## Poblacions més properes
El següent diagrama mostra les poblacions més properes.